# Professorenbijbel
De naam Professorenbijbel is de informele benaming voor de formeel-equivalente Nederlandse vertaling van de Latijnse Vulgata die tussen 1894 en 1911 verscheen. Het was alleen een vertaling van het Oude Testament.

## Geschiedenis van de vertaling
Tot diep in de negentiende eeuw was de Moerentorfbijbel de officiële Rooms-Katholieke Bijbel in Nederland. Deze herziening van de Leuvense Bijbel werd in 1599 gedrukt door de Antwerpse drukker Jan Moretus (Moerentdorf) en werd ook op seminaries gebruikt. Op den duur bleek de Moerentorfbijbel niet meer te voldoen als studiebijbel. Op 30 mei 1893 werd tijdens een bijeenkomst op het Groot-seminarie Rijsenburg (gesloten in 1968) van priester-exegeten van de vijf diocesane grootseminaries besloten om een nieuwe vertaling te maken van het Oude Testament ten behoeve van de priesterstudenten op de seminaries. De bisschoppen van Nederland maakten geen bezwaar tegen het project en men ging voortvarend van start. Het duurde tot 1911 voordat de zevendelige vertaling voltooid was. De vertaling, die de Vulgaat als grondtekst nam, kreeg als benaming De Heilige Boeken van het Oude Verbond. Vulgaat en Nederlandsche Vertaling met Aanteekeningen. Omdat de vertaling was verzorgd door hoogleraren kreeg de vertaling al spoedig de bijnaam "Professorenbijbel".

## Inhoud

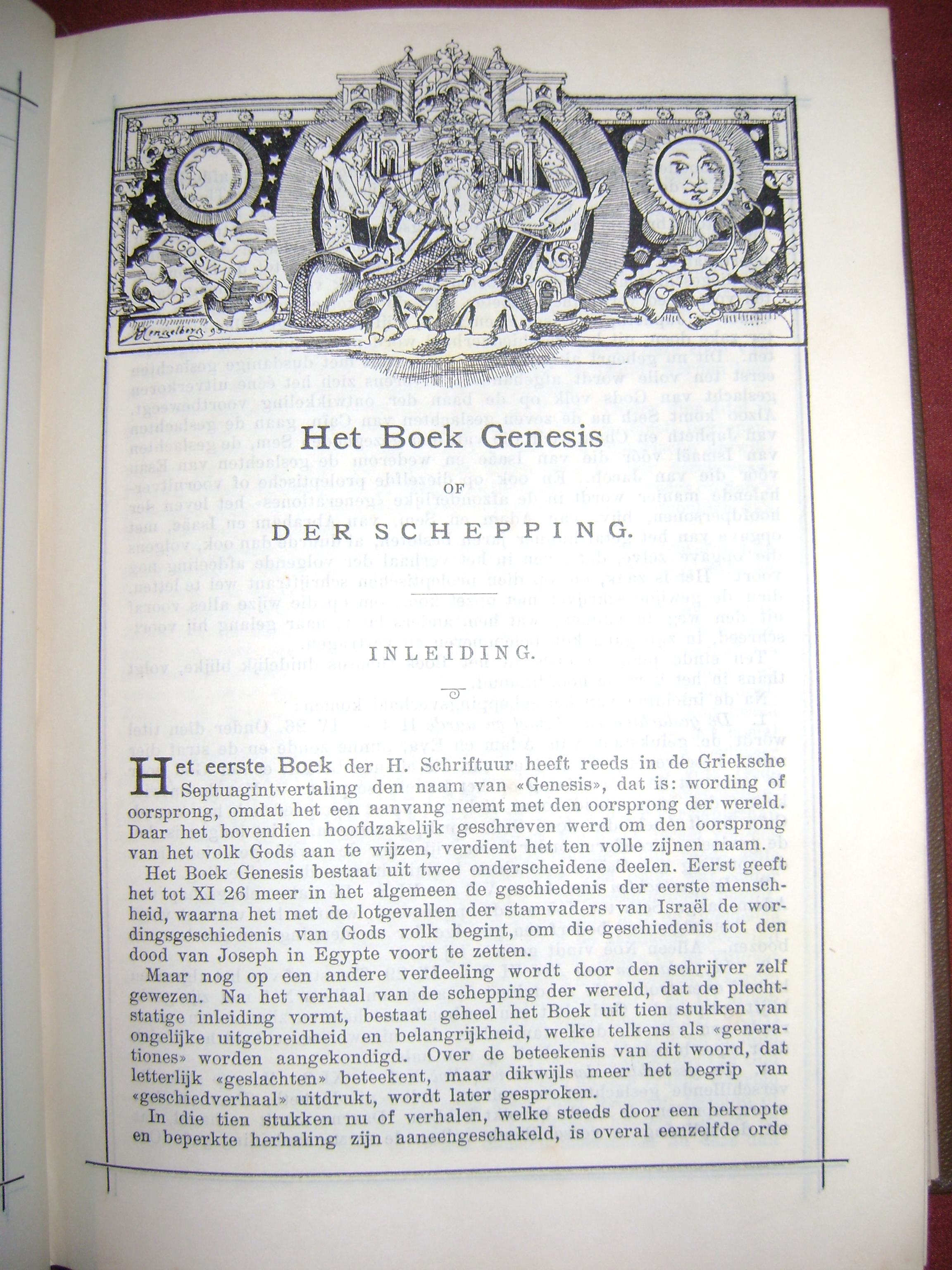
Pagina uit de Professorenbijbel, de inleiding bij het boek Genesis

De Professorenbijbel bevat alleen de boeken van het Oude Testament (inclusief de Deuterocanonieke boeken). Op de linkerpagina's bevindt zich de Latijnse tekst van de Vulgaat (met kruisverwijzingen) en op de rechterpagina's de vertaling in het Nederlands. Kenmerkend voor de vertaling zijn de talrijke voetnoten waarin regelmatig ook de verschillende lezingen van de Septuaginta en Hebreeuwse tekst ten opzichte van de Vulgaat worden besproken. Aan ieder Bijbelboek gaan uitgebreide inleidingen vooraf. In deze inleidingen wordt vaak fel uitgehaald naar de modernistische theologie en moderne tekstkritiek.
De Bijbelboeken worden bij hun Latijnse naam genoemd, dus Jonas in plaats van Jona en Sophonias in plaats van Zefanja, etc.
De Professorenbijbel is een formeel-equivalente (= letterlijke) vertaling van de Latijnse tekst en geen vrije vertaling. De Professorenbijbel is vaak letterlijker dan de Petrus Canisiusvertaling en de Willibrordvertaling die in de loop van de twintigste eeuw verschenen. Dat is ook niet verwonderlijk, omdat deze laatste vertalingen bedoeld zijn voor een breed lezerspubliek, terwijl de Professorenbijbel primair bedoeld was voor seminaristen. Toch werd de Professorenbijbel ook door "meer ontwikkelde leken" gelezen.
| Professorenbijbel (1911) | Petrus Canisiusvertaling (1948) | Willibrordvertaling (1978) |
| Gen. 18:19a | Gen. 18:19a | Gen. 18:19a |
| --- | --- | --- |
| ,,Want Ik weet, dat hij zijnen kinderen en zijn huis na hem bevelen zal, den weg des Heeren te bewaren"                                                                    | ,,Daarom heb Ik hem uitverkoren; opdat hij aan zijn zonen en zijn nageslacht zou bevelen de weg van Jahweh te bewaren".                        | ,,Ik heb hem immers uitverkoren; zijn zonen en zijn nageslacht moet hij leren, zich (...) aan de weg van Jahweh te houden".                                  |
| Dan. 7:9a | | |
| ,,Ik zag, totdat er troonzetels geplaatst werden, en de oude van dagen zette zich neder; zijn kleed was wit als sneeuw, en de haren van zijn hoofd waren als zuivere wol". | ,,Ik zag toe: Toen werden er tronen geplaatst, een Hoogbejaarde zette zich neer; zijn kleed was wit als sneeuw, zijn hoofdhaar blank als wol". | ,,In mijn visioen zag ik dat er tronen werden geplaatst en een hoogbejaarde zich neerzette, zijn gewaad was wit als sneeuw en zijn hoofdhaar blank als wol". |
| Amos 3:2 | | |
| ,,Alleen ulieden heb Ik gekend uit alle geslachten der aarde; daarom zal Ik aan u bezoeken al uw ongerechtigheden".                                                        | ,,Voor u alleen het Ik zorg gedragen onder alle geslachten der aarde; maar daarom zal Ik u ook bestraffen voor al uw zonden".                  | ,,U alleen heb Ik uitverkoren onder al de geslachten der aarde; daarom roep Ik u ook ter verantwoording voor al uw ongerechtigheden".                        |

## Kritiek op de vertaling
Veel niet-katholieke geleerden bekritiseerden de vertaling om dat deze niet uitging van de Masoretische Tekst (de grondtekst) maar van de Latijnse tekst van de Vulgaat (die overigens grotendeels terugging op een pre-Masoretische Tekst). Het was Katholieke geleerden in die tijd nog niet toegestaan om een andere tekst voor een vertaling te gebruiken dan de tekst van de Vulgaat. Om toch enigszins aansluiting te houden bij de moderne ontwikkelingen werd door middel van de talrijke voetnoten aangegeven waar de tekst van de Vulgaat afweek van die van de Masoretische Tekst en de Septuaginta (de oude Griekse vertaling van de Tenach).

## Weergave van de Godsnaam
Het Tetragrammaton JHWH wordt in de Professorenbijbel weergegeven met "Heer." Bij een aantal voetnoten, bijvoorbeeld bij Jozua 10:14, wordt verklaard dat het tetragram door sommigen met Jehova wordt weergegeven.

## Vlaamse Professorenbijbel
De Vlaamse- of Belgische Professorenbijbel verscheen wat eerder dan de Nederlandse Professorenbijbel. Opvallend is dat de Vlaamse Professorenbijbel ook de boeken van het Nieuwe Testament omvat. De voetnoten en inleidingen op de Bijbelboeken zijn moderner en tekst-kritischer. Zo trekken de Vlaamse vertalers het Mozaïsch auteurschap van de Pentateuch in twijfel, iets waar de vertalers van de Nederlandse Professorenbijbel niets van moesten hebben.
De impuls voor het vertaalproject werd gegeven door Jan Theodoor Beelen, een Nederlandse professor aan de KU Leuven. Bij zijn dood had hij het Nieuwe Testament klaar en de boeken Psalmen en Wijsheid. Een aantal Vlaamsgezinde bijbelkenners besloot het werk te voltooien (Victor Julien Coornaert, Joseph Corluy, O. E. Dignant, PL. Haghebaert en A.G. Vandeputte).
Het resultaat verscheen in zeven delen bij uitgever Karel Beyaert in Brugge (1896-1897). Deze 'Vlaamse Professorenbijbel' kreeg in 1924 een volledig nieuwe bewerking.